# A Touch of Class
Az A Touch of Class (közismert rövidítése ATC) német gyökerű nemzetközi popegyüttes volt, amelyet négy különböző nemzetiségű fiatal alapított, és amely 1997-től működött. Legismertebb slágerük a 2000-ben kiadott Around the World (La La La La La) volt. A csapat 2004-ben feloszlott.

## Története
Az együttes 1998-ban alakult, első és legnagyobb sikerük az Around the World (La La La La La) című dal volt, amely 2000. április 1-én jelent meg, és 2000 nyarán hat hétig vezette a német slágerlistát, valamint olyan országokban is bekerült a legjobb 40 közé, mint az Egyesült Királyság vagy az Egyesült Államok. A dal a General Electric egy 2002-es reklámfilmjében is szerepelt. Debütáló albumuk, a Planet Pop 2001. február 6-án látott napvilágot. További kislemezeik is jelentek meg, az első dalukhoz hasonló hangzásvilággal, de a mai napig a debütáló kislemezük tekinthető a legnagyobb sikerüknek.
Nevüket azután voltak kénytelenek megváltoztatni ATC-ről A Touch of Class-ra, hogy a DJ és producer ATB bírósághoz fordult a névhasonlóság miatt. 2003-ban megjelent második és egyben utolsó albumuk, a Touch the Sky, melyről három kislemezt dobtak piacra, de a siker elmaradt az első albumtól, és a tagok az együttes feloszlása mellett döntöttek 2004-ben.

## Tagok
- Joseph "Joey" Murray (született 1974. július 5., Új-Zéland)
- Livio Salvi (született 1977. január 25., Olaszország)
- Sarah Egglestone (született 1975. április 4., Ausztrália)
- Tracey Elizabeth Packham (született 1977. július 30., Egyesült Királyság)

## Diszkográfia

### Stúdióalbumok
- Planet Pop (2000, USA #73)
- Touch the Sky (2003)

### Kislemezek
- Around the World (La La La La La) (2000)
- My Heart Beats Like a Drum (Dum Dum Dum) (2000)
- Why Oh Why (2000)
- Thinking of You (2000)
- I'm In Heaven (When You Kiss Me) (2001)
- Call on Me (2001)[2]
- Set Me Free (2001)[3]
- New York City (2001)

## Fordítás
- Ez a szócikk részben vagy egészben  az   A Touch of Class (band) című angol Wikipédia-szócikk ezen változatának fordításán alapul.  Az eredeti cikk szerkesztőit annak laptörténete sorolja fel. Ez a jelzés csupán a megfogalmazás eredetét és a szerzői jogokat jelzi, nem szolgál a cikkben szereplő információk forrásmegjelöléseként.